# Захович, Златко
Зла́тко За́хович (словен. Zlatko Zahovič; 1 февраля 1971, Марибор, Югославия) — словенский футболист, полузащитник.

## Карьера

### Клубная
Начал играть в футбол в юношеском клубе «Ковинар» из Марибора. В 1989 году он начал карьеру профессионального игрока в белградском «Партизане», за который выступал до 1993 года с перерывом в сезоне 1990/91, когда он был отдан в аренду в клуб «Пролетер» (Зренянин). В 1993 году он перешёл в португальский клуб «Витория» (Гимарайнш). В 1996 году он привлёк внимание селекционеров португальского «Порту», за который сыграл следующие 3 сезона. В 1999 году Захович перешёл в греческий «Олимпиакос», но в результате конфликта с руководством клуба покинул его, даже не доиграв сезон, и перешёл в испанскую «Валенсию».
В составе «Валенсии» в 2001 году Златко принимал участие в финале Лиги Чемпионов, который «Валенсия» проиграла по результатам серии послематчевых пенальти чемпиону Германии мюнхенской «Баварии». Захович был одним из тех, кто не сумел забить гол в той серии: хотя удар был выполнен удачно и точно, вратарь «Баварии» Оливер Кан сумел угадать направление удара и искусно перехватил мяч.
В «Валенсии» Златко также сыграл лишь один сезон, после чего вернулся в Португалию, подписав в 2001 году контракт с «Бенфикой». Этот клуб стал последним в его игровой карьере, которую он завершил в 2005 году.

### В сборной
Первый матч Златко в составе национальной сборной Словении состоялся 7 ноября 1992 года; это был товарищеский матч против сборной Кипра.
В 1998—1999 годах словенская сборная успешно прошла квалификацию к Чемпионату Европы 2000 года в Бельгии и Нидерландах, заняв в отборочной группе второе место и одолев сборную Украины в стыковых матчах. Захович хорошо сыграл в отборочном цикле, и в финальной части чемпионата также выступил очень удачно, забив три из четырёх голов сборной Словении на турнире.
Словения также прошла квалификацию к Чемпионату мира 2002 года в Южной Корее и Японии, но во время финального турнира у Заховича произошёл конфликт с тренером сборной Сречко Катанецом, и футболист был отправлен домой уже после первого матча Словении против сборной Испании.
Катанец подал в отставку сразу по окончании чемпионата мира, и Захович вернулся в сборную. В последний раз он выходил на поле в её составе 28 апреля 2004 года в игре против сборной Швейцарии. Всего за сборную он сыграл 80 матчей и забил 35 голов и является лучшим бомбардиром сборной Словении.

## Характер
Захович получил себе дурную славу многочисленными спорами и ссорами с тренерами, которые иногда выплёскивались на страницы газет. Его конфликт со Сречко Катанецом во время чемпионата мира был самым громким, но ещё в «Олимпиакосе» он жестоко ссорился с руководством клуба, в результате чего был вынужден покинуть команду ещё до окончания сезона. В «Валенсии» он также имел конфликт с тренером Эктором Купером, который, по мнению Заховича, не давал ему достаточно игровой практики, однако игрок оставался в клубе до конца сезона 2000/01, после чего перешёл в португальскую «Бенфику».
Также он скандально известен своими громкими высказываниями: он точно предсказал, что Словения пробьётся в стыковых матчах на чемпионат мира в ЮАР, а Россию он назвал «нефутбольной страной». Также он был уверен в том, что сборная Словении может оставить позади себя в групповом этапе и сборную США, и сборную Англии. Тем не менее, словенцы после упорной борьбы остались только третьими в группе. Позже он уверял российские издания, что ничего обидного высказать не пытался.

## Послеигровая карьера
По завершении карьеры футболиста Захович занял должность спортивного директора словенского футбольного клуба «Марибор».
Его сын Лука также стал футболистом, войдя в основной состав «Марибора».

## Достижения
Партизан
- Чемпион Югославии: 1992/93

 Порту
- Чемпион Португалии: 1996/97, 1997/98, 1998/99
- Обладатель Кубка Португалии: 1997/98

 Олимпиакос (Пирей)
- Чемпион Греции: 1999/00

 Валенсия
- Финалист Лиги чемпионов: 2000/01

 Бенфика
- Чемпион Португалии: 2004/05
- Обладатель Кубка Португалии: 2003/04

## Личные достижения
- Рекордсмен сборной Словении по количеству голов на чемпионатах Европы: 3 гола